# Roy Brown (cantautor)
Roy Brown Ramírez (18 de julio de 1945), cantautor y guitarrista puertorriqueño ferviente creyente de la independencia de Puerto Rico y además integrante de la Nueva Trova de este país.

## Biografía
Su padre era un oficial naval estadounidense y su madre, una nativa de Puerto Rico. Se crio durante tiempos turbulentos en los Estados Unidos. Entre los temas importantes de aquellos días estaban el racismo, el Movimiento de Derechos Civiles y la guerra de Vietnam, la mayoría de estos eventos pasaron a formar una parte importante en sus ideales y su forma de pensar.
A fines de la década de 1960, se matriculó en la Universidad de Puerto Rico. Le gustaba escribir poemas y, mientras era estudiante, se involucró activamente en grupos contra la guerra de Vietnam, las malas condiciones de vida y especialmente a favor del movimiento por la independencia de Puerto Rico. También estuvo involucrado en los disturbios estudiantiles que se extendieron por toda la universidad, al participar en movilizaciones de protesta.
A principios de la década de 1970, grabó dos álbumes, Yo Protesto en 1970 y Basta Ya... Revolución. Durante esa década también grabó: Roy Brown III, La Profecía de Urayoán y Distancias. La vida personal de Brown comenzó a sufrir hostigamiento debido a sus creencias políticas. Se metió en problemas con la policía, su padre y su hermano no querían tener nada que ver con él y fue despedido de su trabajo en la universidad. Su madre también estaba muriendo.
A fines de la década de 1970, emigra a la ciudad de Nueva York y formó un grupo llamado Aires Bucaneros, con sus compañeros músicos Zoraida Santiago, Carl Royce, Pablo Nieves y Rucco Gandía, entre otros. El grupo se presentó en muchos países como Grecia, Alemania, España, México, Ecuador, Cuba, los Países Bajos, Nicaragua y Costa Rica. Grabó Aires Bucaneros (1979), Casi Alba (1980), Nuyol (1983), Árboles (1988) y Balada de otro tiempo (1989). Arboles fue producido por Silvio Rodríguez, en Cuba.
En 1988, regresó a Puerto Rico y celebró un concierto en la Universidad de Puerto Rico que se agotó por completo. La primera vez que realizó un concierto como solista en el mismo lugar en la década de 1970, solo habían asistido trece personas.
Entre las grabaciones de Brown en la década de 1990 se encuentran: Distancias en Vivo (1990), Nocturno (1991), Poetas Puertorriqueños (1992) y En Fuga (1995). En 1996, lanzó un álbum doble llamado Colección (1996) que contiene lo mejor de su trayectoria musical a través de la escena musical puertorriqueña. En 1997, Silvio Rodríguez visitó Puerto Rico y celebró un concierto junto a Brown en el estadio Hiram Bithorn, con una concurrencia de 19.000 personas.
En 2000, se reunió con su compañero de Aires Bucaneros, Zoraida Santiago. Juntos lanzaron el álbum, Bohemia. Mostrando signos de crecimiento musical, Roy continuó lanzando álbumes de calidad a fines de la década de 1990 y principios de la década del 2000 con Poeta en San Juan (1999), Noche de Roy Brown (1999), Álbum (2000) y Balcón del Fin del Mundo (2004).
Brown se presenta regularmente en el festival Claridad, en honor a Claridad, un periódico puertorriqueño que aboga por la independencia. Joan Manuel Serrat, Susana Baca, Fiel a la Vega, Cultura Profética, Celia Cruz y Lucecita Benítez son algunos de los varios artistas que han grabado canciones compuestas por Roy Brown Ramírez.
En 2006 Brown grabó un álbum titulado Que Vaya Bien, con Tao Rodríguez-Seeger de The Mammals y Tito Auger, el líder del grupo puertorriqueño de rock Fiel a la Vega. Un sencillo de este disco, "El banquete de Los Sánchez" (cuyas letras se basaron en un ensayo del escritor puertorriqueño Luis Rafael Sánchez), fue censurado por algunas estaciones de radio puertorriqueñas debido al uso del término de la jerga "chicho" (que en la jerga puertorriqueña significa "costados de masa grasa troncular", pero erróneamente interpretado en este caso como un tiempo verbal para el término de la jerga para las relaciones sexuales, "chichar"). La reacción pública contra el intento de censura garantizó la transmisión de la radio y las buenas ventas para el disco (según se informa, 30.000 copias en dos meses) a fines de 2006. Después de casarse con la extenista puertorriqueña Emilie Viqueira, Brown se mudó a Mayagüez, Puerto Rico, donde reside actualmente.

## Discografía
- Yo Protesto (1970)
- Basta Ya... Revolución (1971)
- Roy Brown III (1973)
- La Profecía de Urayoán (1976)
- Distancias (1977)
- Aires Bucaneros (1979)
- Casi Alba (1980)
- Nuyol (1983)
- Árboles (1987, con Silvio Rodríguez)
- Balada de Otro Tiempo (1989)
- Distancias en Vivo (1990)
- Nocturno (1991)
- Poetas Puertorriqueños (1992)
- En Fuga (1994)
- Colección (1996)
- Poeta en San Juan (1998)
- La Noche de Roy Brown (1999)
- Álbum 1970-1976 (2000)
- Bohemia (2000, con Zoraida Santiago)
- Balcón del Fin del Mundo (2004)
- Yo protesto: Homenaje a Roy Brown (2005)
- Que Vaya Bien (2006, con Tito Auger y Tao Rodríguez)
- 1970: El Concierto (2007)
- Electrochócame (2009)
- Niños Sol (2017, ballet con Tato Santiago)
- Nueva Colección (2018)
- Habanandando (2019)